# タランと黒い魔法の釜
『タランと黒い魔法の釜』（タランとくろいまほうのかま、英語原題：The Black Cauldron）は、ロイド・アリグザンダーによるファンタジー小説。「プリデイン物語」全5部作の第2巻。1965年出版。
死の国の主、アローンが生み出す不死身をこれ以上増やさないために、アローンの本拠地アヌーブンに潜入して魔法の釜を盗み出す作戦をたてるギディオンと同盟者たち。ドーリの活躍などによって、見事にアヌーブンへの潜入に成功したタランたち。しかし、魔法の釜は盗まれていた。魔法の釜を求める旅を続けるタランたち。そこには裏切り、嫉妬、様々な大人になるためには避けて通れないものと出会うこととなった。そして、何かを得るためには何かを犠牲にしなくてはいけないということを学ばせてくれる物語でもある。
ディズニーのアニメ映画「コルドロン」（1985年）の原作となった。

## 主な登場人物
- タラン（主人公、豚飼育補佐）
- ダルベン（預言者、タランの保護者）
- コル(タランの保護者、かつての英雄)
- ギディオン（ドン家の王子）
- エイロヌイ（リール家の王女）
- フルダー・フラム（吟遊詩人）
- ガーギ（人間でもけものでもない毛むくじゃらの生きもの）
- ドーリ(妖精の小人。見えなくなる力でアヌーブンへの侵入を助ける)
- アローン（死の国の王、魔法の釜で不死身を量産してプリデインに恐怖を与えている）
- アダオン（タラン、エリディルを指揮する。タランに襟飾りを託す）
- エリディル（家柄を鼻にかけている。タランに激しい対抗心を燃やす)
- モルガント王（黒い魔法の釜を我が物にしてプリデインを自分のものにしようとして仲間を裏切る)
- スモイト王（アヌーブンへの侵入計画の際に後方支援に回されて不満をもらす。モルガント王の裏切りにあたって勇戦、勝利する。）
- オルウェン（モルヴァの沼地の3姉妹）
- オルデュ（モルヴァの沼地の3姉妹）
- オルゴグ（モルヴァの沼地の3姉妹）